# RWE
RWE AG est un conglomérat allemand basé à Essen œuvrant dans le secteur de l'énergie, et en particulier dans la production et fourniture d'électricité, gaz, eau et services environnementaux.
RWE est le deuxième producteur d'électricité en Allemagne. Malgré son engagement à fermer ses centrales au lignite d'ici 2030, RWE poursuit son projet de développement de la mine de Garzweiler, considérée nécessaire pour la sécurité d'approvisionnement du pays. Grâce à l'acquisition en août 2022 de Clean Energy Businesses, il devient aux États-Unis la quatrième entreprise d'énergies renouvelables et le deuxième opérateur solaire. Le Groupe est actif en Europe, en Amérique du Nord et en Asie-Pacifique et emploie environ 20 000 personnes.
En avril 2016, l’entreprise a confié ses activités liées à la production d’énergies renouvelables ainsi que ses activités de réseau à une entité distincte, Innogy, qu'il a vendue à E.ON en mars 2018, en conservant les actifs dans les énergies renouvelables.
Plus tard, en juillet 2020, à la suite d'un accord d’échanges d’actifs, le portefeuille international de production d’énergie renouvelable des entreprises E.ON et Innogy a été transféré à RWE.
RWE s'est engagé en septembre 2019 à atteindre la neutralité carbone à l'horizon 2040, puis en octobre 2022 à fermer ses centrales à charbon en 2030.

## Histoire

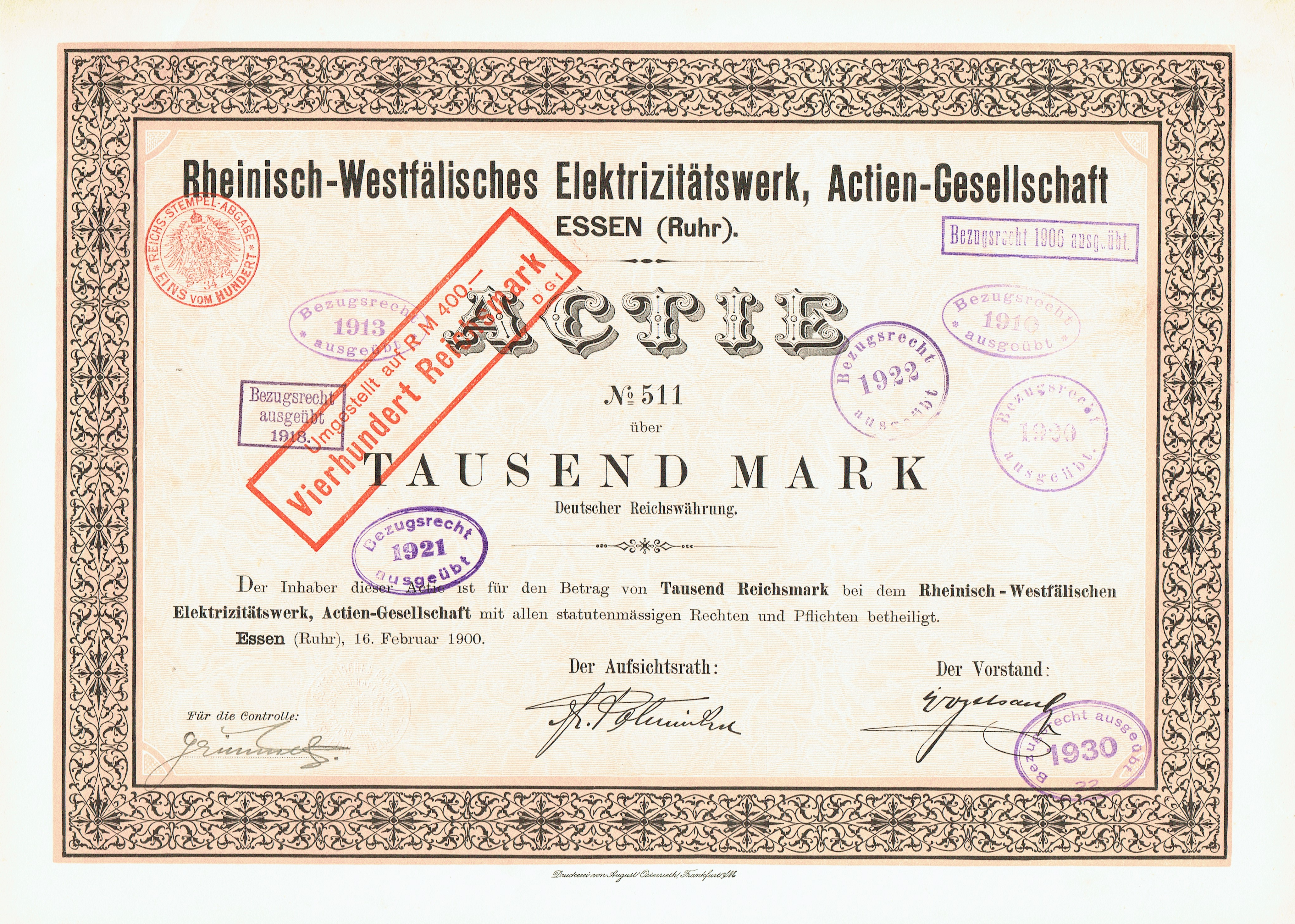
Action de la Rheinisch-Westfälische Elektrizitätswerk AG en date du 16 février 1900.

La compagnie est fondée en 1898 à Essen sous le nom de Rheinisch-Westfälisches Elektrizitätswerk Aktiengesellschaft (RWE AG - Société par actions des centrales électriques de Rhénanie-Westphalie). Sa première centrale électrique est mise en fonctionnement en 1900, elle est alors détenue en majorité par des collectivités locales. En 1903, le magnat du charbon Hugo Stinnes s'impose à la tête du directoire de la société, et conserve la présidence jusqu'à sa mort en 1924.
En 2001, RWE rachète l'entreprise britannique Thames Water, spécialisé dans la gestion des réseaux d'eau. En mars 2002, RWE rachète pour 3 milliards de livres le groupe Innogy spécialisé dans la production d'électricité et de gaz au Royaume-Uni. En 2006, les activités de Thames Water sont revendues, RWE gardant les opérations internationales (Hors UK).
Le 29 octobre 2012, Hitachi annonce le rachat de l'entreprise Horizon Nuclear Power (en) appartenant aux entreprises énergétiques E.ON et RWE, pour 696 millions de livres (860 millions d'euros), bouclé le 26 novembre 2012,. Horizon Nuclear Power est une entreprise travaillant sur plusieurs projets de centrales nucléaires au Royaume-Uni, sur le site de la centrale nucléaire d'Oldbury et sur celui de la centrale nucléaire de Wylfa.
En novembre 2013, RWE annonce la vente de 2 unités de production de sa filiale RWE Npower à Telecom Plus pour 218 millions de livres.
En mars 2014, pour la première fois en soixante ans, RWE affiche une perte de l'ordre de 2,8 milliards d'euros. D'ici à la fin 2016, l'entreprise annonce son intention de supprimer 1 emploi sur 10, soit 6 700 postes au total, dont 4 700 en Allemagne. À la même date, RWE annonce la vente de sa filiale DEA, spécialisée dans la production et l'exploration de champs pétroliers et gaziers employant 1 400 personnes et possédant 190 licences ou concessions en Europe, à un ensemble d'investisseur conduit par Mikhail Fridman, le tout pour 5,1 milliards d'euros.
Un an après son rival E.ON, RWE annonce le 1er décembre 2015 sa décision de scinder à son tour ses activités « de croissance » (énergies renouvelables, réseaux et commercialisation) ; la nouvelle structure héritera de 40 000 des 60 000 employés du groupe et sera mise en Bourse en 2016, RWE conservant 51 à 90 % du capital ; E.ON va au contraire conserver ses activités de croissance et placer ses activités traditionnelles (centrales à gaz et charbon) dans une filiale cotée en Bourse. La décision de RWE intervient quelques jours après l'annonce de l'assureur Allianz, qui a décidé de ne plus investir dans des sociétés réalisant plus de 30 % de leur chiffre d'affaires avec du charbon ; or RWE génère 60 % de sa production électrique à base de ce combustible sous forme de houille ou lignite.
En janvier 2016, RWE vend sa centrale au charbon de Lynemouth de 420 MW, située au Royaume-Uni, au fonds d'investissement EPH.
En mars 2018, E.ON annonce vouloir acquérir les activités de réseau et de distribution d'Innogy en transférant en échange ses activités de production d'électricité d'origine renouvelables à RWE, qui possédait avant cette annonce 76,8 % d'Innogy,.
En septembre 2019, RWE s'engage à atteindre la neutralité carbone à l'horizon 2040.
En août 2020, RWE augmente son capital de près de 10 % via un placement privé accéléré qui lui a permis de collecter près de 2 milliards d'euros, afin « d'accélérer notre croissance continue dans les secteurs éolien et solaire », selon le PDG Rolf Martin Schmitz. RWE veut investir 5 milliards d'euros pour porter sa capacité installée en énergies renouvelables de 8,9 GW à plus de 13 GW d'ici à la fin de 2022. Une partie sera utilisée pour financer l'acquisition de 2,7 GW de projets de parcs éoliens du fabricant Nordex.
Le 4 octobre 2022, alors que le gouvernement d’Olaf Scholz est contraint de prolonger l’activité de plusieurs centrales à charbon afin de faire face à la crise énergétique causée par l’invasion de l’Ukraine, Markus Krebber (de), directeur général de RWE, annonce vouloir mettre fin à la production d'électricité au lignite en 2030. Trois centrales au lignite d'une capacité de 1 000 MW chacune seront arrêtées d'ici à 2030 en Rhénanie-du-Nord-Westphalie. Selon le ministre écologiste de l'Économie, cela devrait permettre d'éviter l'émission de 280 Mt de CO2. RWE investira plus de 50 milliards € dans le développement des énergies renouvelables, dont 15 milliards € en Allemagne ; des centrales à charbon devraient également être transformées en centrales électriques à gaz,.
En mars 2023, le fonds souverain du Qatar (QIA) acquiert 9,1 % du capital de RWE, devenant ainsi son premier actionnaire. L'opération s'effectue par conversion en actions d'une obligation de 2,4 milliards d'euros, émise en faveur du Qatar Investment Authority en octobre 2022, afin de finaliser l'acquisition de la branche Cleantech du groupe solaire américain Consolidated Edison pour 6,8 milliards de dollars, faisant de RWE le numéro deux du solaire aux États-Unis, et lui permettant d'y doubler son parc éolien, solaire et de stockage.

## Principaux actionnaires

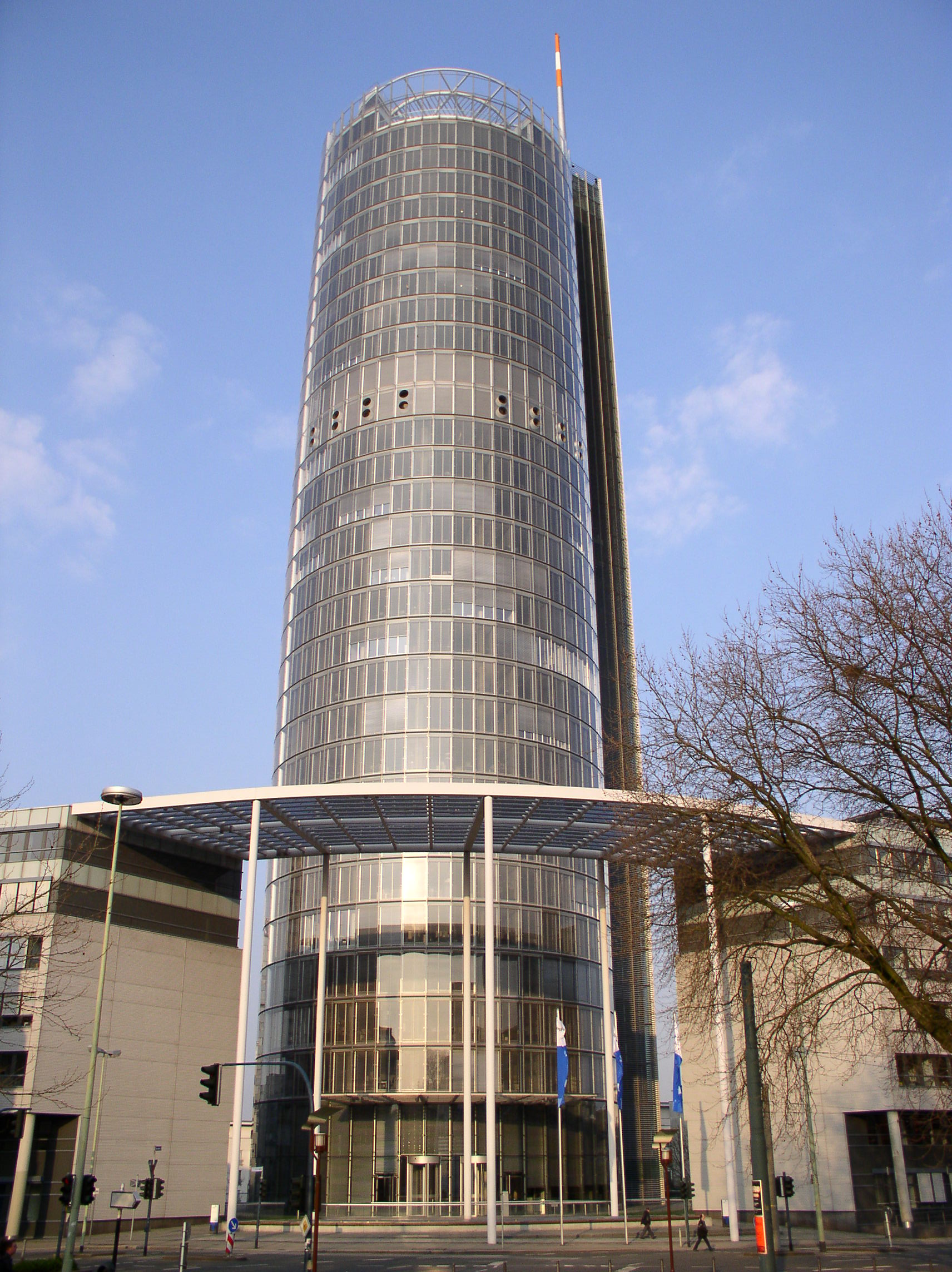
Tour de la RWE à Essen.

En mars 2023, le fonds souverain du Qatar (QIA) acquiert 9,1 % du capital de RWE, devenant ainsi son premier actionnaire.
Principaux actionnaires détenant des parts soumises à déclaration au 19 mars 2023 :
| Qatar Investment Authority | 9,09 % |
| BlackRock                  | 6,73 % |
| Stadt Dortmund             | 4,79 % |
| Amundi                     | 3,10 % |

## Activités
RWE est le deuxième producteur d'électricité en Allemagne. Grâce à l'acquisition en août 2022 de Clean Energy Businesses, il devient la quatrième entreprise d'énergie renouvelable et le deuxième opérateur solaire aux États-Unis. Mais, malgré son engagement à fermer ses centrales au lignite d'ici 2030, RWE poursuit son projet de développement de la mine de Garzweiler nécessaire pour la sécurité d'approvisionnement du pays.
Après avoir vendu en mars 2018 à E.ON AG sa filiale Innogy, RWE détient une participation minoritaire dans E.ON.
RWE est le deuxième acteur mondial dans l'éolien en mer.
Le Groupe est actif en Europe, en Amérique du Nord et en Asie-Pacifique et emploie environ 20 000 personnes.
RWE possède en Angleterre l'entreprise RWE npower (en) et possède aussi d'autres filiales : RWE Power, RWE Energy et RWE Trading.
Aux États-Unis, il achète Consol Energy

## Données financières
| Années                      | 2002    | 2003    | 2004   | 2005   | 2006   |
| --------------------------- | ------- | ------- | ------ | ------ | ------ |
| Chiffre d'affaires          | 46 633  | 43 875  | 42 137 | 41 189 | 44 256 |
| Résultat d'exploitation     | 7 241   | 8 476   | 8 400  | 8 324  | 7 861  |
| Résultat net part du groupe | 1 050   | 953     | 2 137  | 2 231  | 3 847  |
| Dettes financières          | 15 494  | 17 838  | 12 385 | 11 438 | 6 864  |
| Effectifs                   | 131 765 | 127 028 | 97 777 | 85 928 | 68 534 |

| Années                      | 2016    | 2017   | 2018   |
| --------------------------- | ------- | ------ | ------ |
| Chiffre d'affaires          | 45 833  | 44 585 | 47 606 |
| Résultat net part du groupe | - 5 700 | 1 900  | 335    |

## Controverses
En 2015, un agriculteur péruvien demande un dédommagement au groupe allemand RWE face aux menaces du dérèglement climatique, les catastrophes climatiques étant générées essentiellement par les activités des grandes entreprises, parmi lesquelles RWE. En effet, à cause de l'exploitation du lignite, l'empreinte carbone de RWE était en 2016 la pire d'Europe. C'est la première fois que des dommages et intérêts liés à la crise climatique sont exigés par un particulier. En 2016, la plainte est rejetée par le tribunal d’Essen, jugeant la causalité trop complexe. En 2017, la Cour d’appel de Hamm estime au contraire que la responsabilité ne peut pas être exclue du seul fait qu’un grand nombre d’émetteurs contribuent au problème et que tous portent une part de responsabilité,.
À cause de l'exploitation du lignite, l'empreinte carbone de RWE était la pire d'Europe en 2015.
| Producteur        | Émissions directes | Production (TWh) |
| ----------------- | ------------------ | ---------------- |
| Groupe RWE        | 709                | 208              |
| Statkraft         | 12                 | 66               |
| Groupe E.ON       | 32                 | 53               |
| Groupe EDF        | 72                 | 608              |
| Groupe Vattenfall | 195                | 119              |
| Groupe Engie      | 299                | 149              |
| Groupe ENEL       | 395                | 146              |
| Uniper            | 99                 | 438              |
| 23 groupes        | 275                | 2000             |

En mai 2023, RWE a soumis ses objectifs concernant la réduction de ses émissions carbone à la validation de l’initiative Science Based Targets (ou SBTi). Le Groupe prévoit d’investir 50 milliards d’euros dans la transition énergétique et s’engage à fermer ses centrales à charbon dès que leur utilisation ne sera plus indispensable, dans le but d’atteindre la neutralité carbone d’ici 2040.[source insuffisante]